# 蒋集镇 (定远县)
蒋集镇，是中华人民共和国安徽省滁州市定远县下辖的一个乡镇级行政单位。

## 行政区划
蒋集镇下辖以下地区：
蒋集村、蒋岗村、西庄村、谢圩村、谢集村、秦集村、王岗村、井岗村、卜店村和大庙村。